# Regional Paraguaya

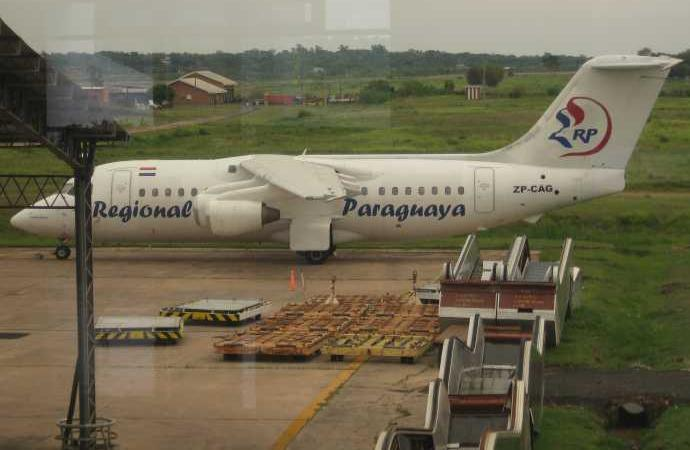
Ett av Regional Paraguayas flygplan vid Silvio Pettirossi International Airport

Regional Paraguaya, (officiellt AeroRegional Paraguaya S.A.) är ett paraguayanskt flygbolag med sina huvudkvarter på Silvio Pettirossi International Airport i Asuncion, Paraguays huvudstad. Flygbolaget är Paraguays flaggbärande flygbolag och grundades 2008.
Flygbolagets flotta består av fyra stycken Boeing 737-200.
Salvador Sturno är Regional Paraguayas president.

## Destinationer
Dessa flygplatser flyger Regional Paraguaya till i juni 2009.
- Argentina
  - Buenos Aires - Ministro Pistarini Airport
- Bolivia
  - Santa Cruz de la Sierra - Viru Viru International Airport
- Brasilien
  - Brasilia - Brasília International Airport
  - São Paulo - São Paulo-Guarulhos International Airport
- Chile
  - Iquique - Diego Aracena International Airport
  - Santiago de Chile - Comodoro Arturo Merino Benítez International Airport
- Ecuador
  - Guayaquil - José Joaquín de Olmedos internationella flygplats
- Paraguay
  - Asuncion - Silvio Pettirossi International Airport huvudflygplats
  - Ciudad del Este - Guarani International Airport
- Peru
  - Lima - Jorge Chávez International Airport
- Uruguay
  - Montevideo - Carrasco International Airport
  - Punta del Este - Capitan Corbeta CA Curbelo International Airport
- Venezuela
  - Caracas - Simón Bolívar International Airport